# 圣安德烈迪里亚
圣安德烈迪里亚（法語：Saint-André-d'Huiriat，法語發音：[sɛ̃t‿ɑ̃dʁe dɥiʁja] ⓘ）是法国安省的一个市镇，属于布雷斯地区布尔格区。

## 地理
圣安德烈迪里亚（46°12'48"N, 4°54'44"E）面积9 平方千米，位于法国奥弗涅-罗讷-阿尔卑斯大区安省，该省份为法国东部省份，北起汝拉省，西北接索恩-卢瓦尔省，西接罗讷省和里昂大都会，南至伊泽尔省，东与萨瓦省、上萨瓦省和瑞士接壤。
与圣安德烈迪里亚接壤的市镇（或旧市镇、城区）包括：比济亚、克吕济耶莱梅皮亚、伊利亚、莱兹、韦勒河畔圣于连。
圣安德烈迪里亚的时区为UTC+01:00、UTC+02:00（夏令时）。

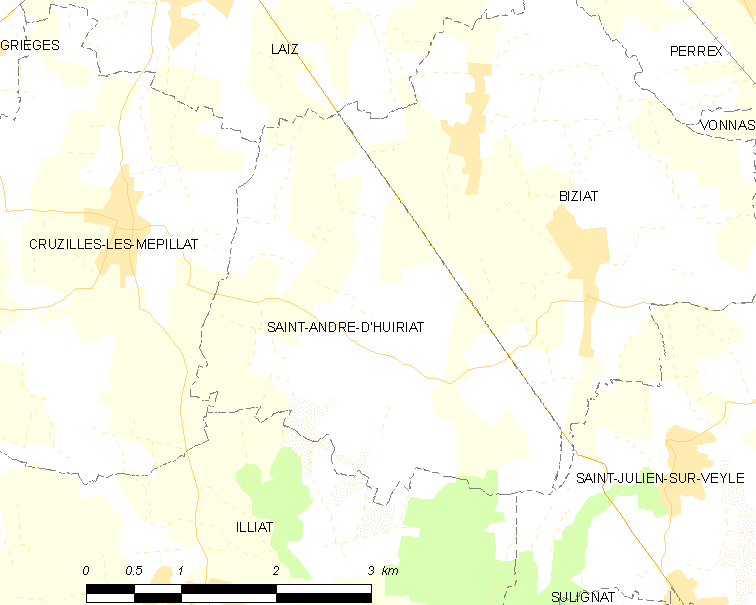
圣安德烈迪里亚的OSM定位图

## 行政
圣安德烈迪里亚的邮政编码为01290，INSEE市镇编码为01334。

## 政治
圣安德烈迪里亚所属的省级选区为沃纳县。

## 人口

1962-2008年间圣安德烈迪里亚人口变化图示

圣安德烈迪里亚于2022年1月1日时的人口数量为671人。